# Gazi Husrev-beg
Gazi Husrev-beg (en bosniaque : Gazi Husrev-Beg ;  en turc : Gazi Hüsrev Bey), né vers 1480 à Serrès et mort en 1541, est un gouverneur bosniaque ottoman qui exerce la fonction de Bey (gouverneur) sous l'Empire ottoman en Bosnie pendant 17 ans sous le règne du sultan Soliman le Magnifique.

## Biographie
Son père était un bosniaque originaire de l'actuelle Bosnie et sa mère turque, fille du sultan Bayezid II.
Ayant participé à la campagne contre Belgrade, il fut nommé sandjak-bey de Bosnie le 15 septembre 1521. Il fut démis quatre ans plus tard à cause de son échec au siège de Jajce, mais rétabli au bout de six mois et resta à ce poste jusqu'à sa mort, hormis un intermède entre 1533 et 1536 où il résida à Belgrade en tant que bey de Smederevo.

## Urbanisme
Il est connu pour les constructions qu'il a fait faire à Sarajevo, notamment la mosquée Gazi Husrevbegova datant de 1531, réputée comme étant l'une des plus belles mosquées des Balkans. Il est également à l'origine de la construction du Baščaršija, le quartier commerçant de la vieille ville ottomane, d'un hammam, d'une école islamique (la Gazi Husrevbegova Medresa) en face de la mosquée, ainsi que d'un marché couvert où on vendait traditionnellement des étoffes appelé Bezistan (ou Bedestan en français). C'est aussi lui qui met en place un système de distribution d'eau, faisant à l'époque de Sarajevo une des villes les plus modernes d'Europe.
Son mausolée ou Turbe peut être visité à Sarajevo.